# Locuțiune conjuncțională
Locuțiunea conjuncțională este un grup de cuvinte cu înțeles unitar care se comportă din punct de vedere gramatical ca o conjuncție.

## În limba română
Exemple de locuțiuni conjuncționale terminate în:
- că
  - pentru că
  - din cauză că
  - în caz că
  - măcar că
  - cu toate că
  - după ce că

- să
  - cel puțin să
  - în loc să
  - măcar să
  - până să
  - fără să
  - ca nu cumva să

- ce
  - în timp ce
  - de vreme ce
  - odată ce
  - pe măsură ce

- cum
  - ca și cum
  - după cum
  - față de cum

- altele
  - măcar de
  - ca și când
  - și cu